# Flugplatz Buochs

i7
i11
i13
Der Flugplatz Buochs (ICAO-Code LSZC) ist ein privater Flugplatz und ehemaliger Militärflugplatz (seinerzeit LSMU) der Schweizer Luftwaffe in der Gemeinde Buochs des Schweizer Kantons Nidwalden. Er verfügt über eine Hartbelagspiste mit einer Länge von 2000 Metern und einer Breite von 40 Metern, mehrere Rollwege sowie Stand- und Hangarplätze.

## Betrieb und Lage
Der Flugplatz wird heute durch die Airport Buochs AG betrieben. 
Angrenzend liegt auf Stanser Gemeindegebiet das Werksgelände der Pilatus Flugzeugwerke. Auf dem Flugplatz wurden und werden die Test- und Ablieferungsflüge für die dort hergestellten Flugzeuge absolviert. Der Rollweg führt über das Gemeindegebiet von Ennetbürgen. In Ennetbürgen liegen auch die historischen Flugzeugkavernen.

## Geschichte
Die Schweizer Armee erstellte 1940 eine 600 Meter lange Rasen-Piste für den Réduitflugplatz. Das Artilleriewerk Mühlefluh in Vitznau war zuständig für die terrestrische Verteidigung des Flugplatzes. Umgekehrt konnte das Artilleriewerk durch das Flabdispositiv des Flugplatzes Buochs geschützt werden. Während des Krieges entstand bis 1943 eine Hartbelagpiste von 900 Metern Länge zwischen den Hallen und der ersten Graspiste. Diese Piste wurde zur Redundanzpiste, als die erste Piste 1962 für die Mirage auf 2000 Meter verlängert wurde. Später wurde die Redundanzpiste auf 1500 Meter verlängert. 1964 wurde der Kontrollturm gebaut, der bis 2011 bestand. Bis 1967 operierten Hunter-Staffeln aus den Kavernen. Der Flugplatz Buochs ist mit einer Flugzeugkaverne ausgerüstet, zudem wurde die Autobahn A2 so gebaut, dass Mirages IIIS mithilfe von JATO-Starthilfe-Raketen ab dieser Autobahn hätten starten können (siehe Nationalstrasse). Es wurden jedoch nie solche Starts auf der A2 ausgeführt.

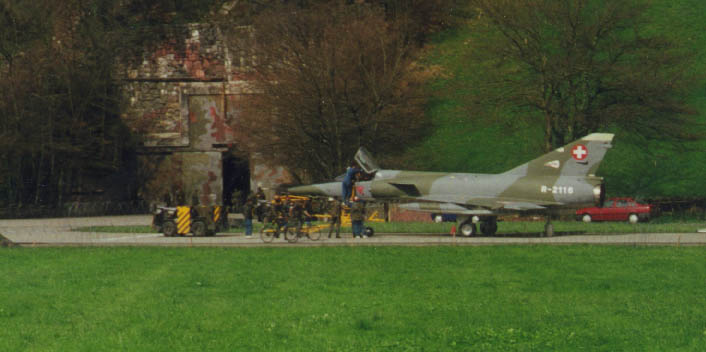
Vor dem Tor des Vorstollens steht eine Mirage IIIRS

Die Aufklärungsstaffel 10 war von 1968 bis zu ihrer Auflösung 2003 mit der Mirage IIIRS in Buochs stationiert. Zeitweise war die Milizstaffel 8 mit F-5E Tiger II in Buochs beheimatet und zuletzt auch von 2000 bis 2003 die Milizstaffel 19 mit ihren F-5E.
In Buochs wurden in den letzten Betriebsjahren als Armeeflugplatz bis 2003 die Flugzeuge Mirage IIIS, Mirage IIIRS und F-5E Tiger II eingesetzt. 
Mit dem Ende von Buochs als aktivem Militärflugplatz wurden auch die Mirage IIIRS ausser Dienst gestellt. Zwei dieser Flugzeuge erhielten darum eine Sonderlackierung in schwarz und weiss. Die 1999 ausser Dienst gestellten Mirage IIIS wurden bis zu ihrer Verschrottung mehrere Jahre in Buochs abgestellt. Die in beiden äusseren Pistendritteln vorhandene Fangseilanlagen waren bündig in der Piste versenkbar, damit sie kein Hindernis für Kleinflugzeuge darstellen.
Bereits seit dem 1. Januar 2004 war der Militärflugplatz Buochs nur noch eine «Sleeping Base» der Luftwaffe, also ein Reserveplatz. Mit der Übung Revita im Frühling 2014 wurde er durch das Flugplatzkommando Meiringen für vier Tage aktiviert. Es wurden Missionen mit F-5E und F/A-18 ab Buochs geflogen.
Es gab verschiedene Sicherheitsprobleme und einen tödlichen Unfall mit einer Radfahrerin im Juli 2004 Der Flugplatz installierte zusätzliche Warn-Lautsprecher. Im 2005 verfügte das Bundesamt für Zivilluftfahrt (BAZL) verschiedene Sicherheitsauflagen; Landungen von Segelflugzeugen waren nur noch auf den Pisten erlaubt. Der Flugverkehrsleiter musste für Startfreigaben die ganze Piste sehen oder zusätzliches Sicherheitspersonal einsetzen. Früher war es möglich, dass sich Personen zwischen den Schranken und der Parallel-Piste aufhielten. Dies sollte durch eine Kontrollperson bei den Schranken verunmöglicht werden.
Im März 2016 startete die Renaturierung nicht mehr benötigter Hartbelagflächen. Innerhalb von 10 Jahren wurden mit Kosten zwischen 7 und 9 Millionen Franken Flächen von 60'000 bis 70'000 Quadratmetern an Rollwegen und der Redundanzpiste zurückgebaut.
Mit der Revision des Sachplans Militär (SPM) beschloss der Bundesrat am 8. Dezember 2017, die militärische Nutzung des Flugplatzes Buochs per 31. Dezember 2017 einzustellen. Der SPM beruhte auf dem Stationierungskonzept der Schweizer Armee vom November 2013. 2021 zog sich die Armee ganz vom Flugplatz zurück. Am 11. August wurde das zivile Betriebsreglement vom BAZL genehmigt.
Die Luftwaffe wollte laut einer Ankündigung im März 2025 auf den Flugplätzen Buochs, St. Stephan und Mollis in Zukunft bei Übungen «einige wenige Flüge» mit Kampfjets durchführen.

## Weitere Nutzungen

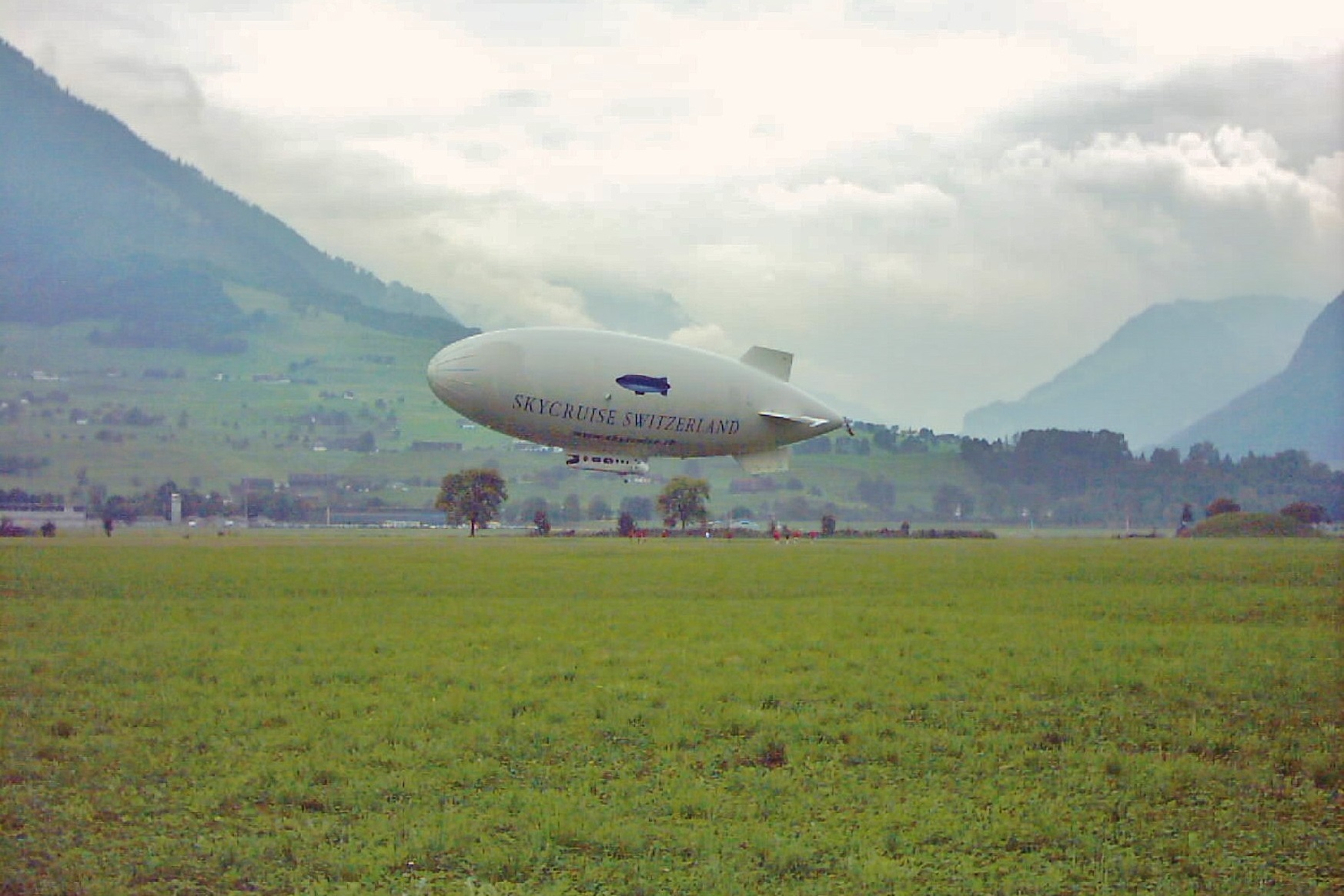
Skycruise-Luftschiff im nördlichen Teil mit Blick ins Engelbergertal

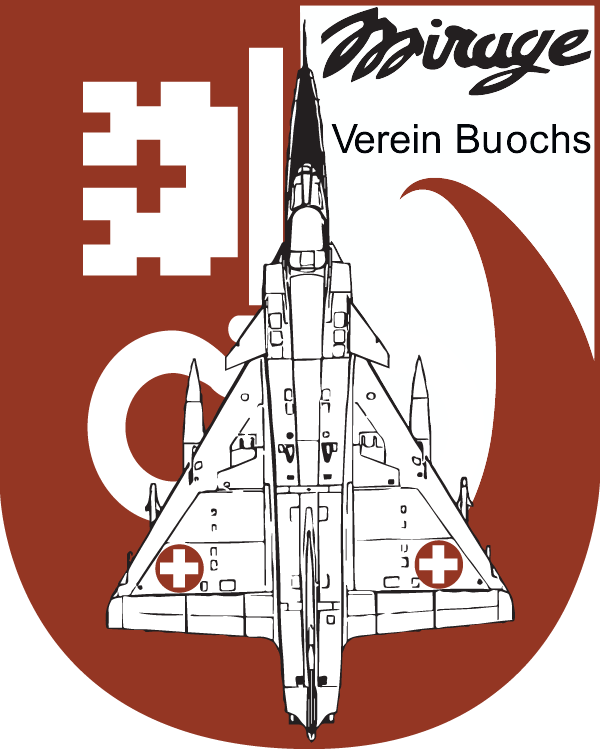
Logo des Mirage-Vereins

Neben dem regulären Flugbetrieb nutzt die Modellfluggruppe Nidwalden MGN den Flugplatz.
2003 fanden Fahrten mit einem Prallluftschiff vom Typ SkyShip 600 (durchgeführt von Skycruise Switzerland) statt.
2004 wurde der Mirage-Verein Buochs gegründet. Bei einer Auktion in Buochs erwarb der Verein am 26. November 2004 den Aufklärer R-2109 für 29'800 Franken plus Mehrwertsteuer, was den finanziellen Möglichkeiten des Vereins entsprach. Mit der Ersteigerung des Flugzeugs konnte auch ein grösserer Teil von Boden- und Flugmaterial leihweise übernommen werden. Ausserdem umfasst die Sammlung des vereinseigenen Museums eine umfangreiche Reihe von Fachschriften und Dokumenten, die die Geschichte und den Betrieb der Mirage-Flugzeuge dokumentieren. Bis 2023 organisierte der Mirage-Verein Vorführungen von Alarmstarts einer Mirage. Das Triebwerk darf jedoch in der Schweiz nicht mehr erhalten werden.
Am 13. Januar 2005 verunglückte ein Prototyp der Pilatus PC-21 auf dem Flugplatz.
Im Juli 2010 fand die 35. Weltmeisterschaft der Militär-Fallschirmspringer statt, parallel dazu wurde ein Konzert mit Bonnie Tyler veranstaltet. Im Mai 2012 veranstalteten die Nidwaldner Gewerbetreibenden die Gewerbeschau «Iheimisch» und im September des gleichen Jahres wurde die 4. Luftfahrtmesse Swiss Aero Expo veranstaltet.
Am 1. August 2014 zeigte das PC-7 Team aus Anlass des Bundesfeiertags, des 25-jährigen Bestehens des PC-7 Teams und des Rollout des Pilatus PC-24 eine Vorführung, bei der das Team zum ersten Mal offiziell die Show mit Raucherzeugern flog.

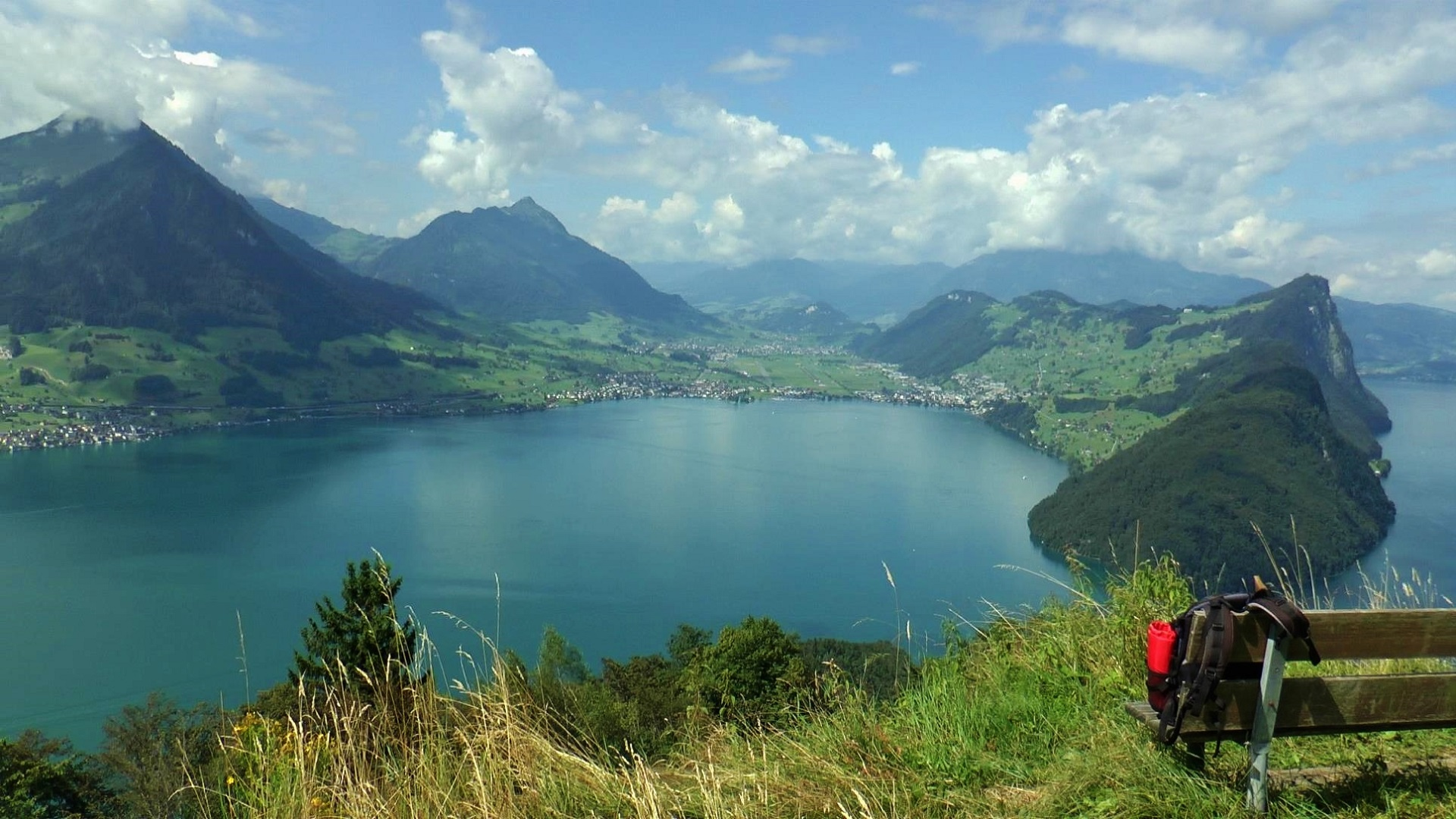
Blick auf den Flugplatz von Märis unterhalb von Wissifluh

## Zwischenfälle
- Am 28. Juli 2025 stürzte ein Kleinflugzeug D-FSAM des Typs Daher TBM 940 mit dem Ziel Flugplatz Burg Feuerstein kurz nach dem Start im Bereich Kreuztrichter in den Vierwaldstättersee.[14] Beide Insassen konnten gerettet werden.